# Kramářova chata
Kramářova chata – czeskie schronisko turystyczne, położone poniżej szczytu Suchego vrchu (995 m n.p.m.) w Górach Orlickich. Obiekt znajduje się na wysokości 977 m n.p.m. i jest własnością spółki CVS Žamberk, s.r.o. Obok chaty znajduje się wieża widokowa Suchý vrch.

## Historia

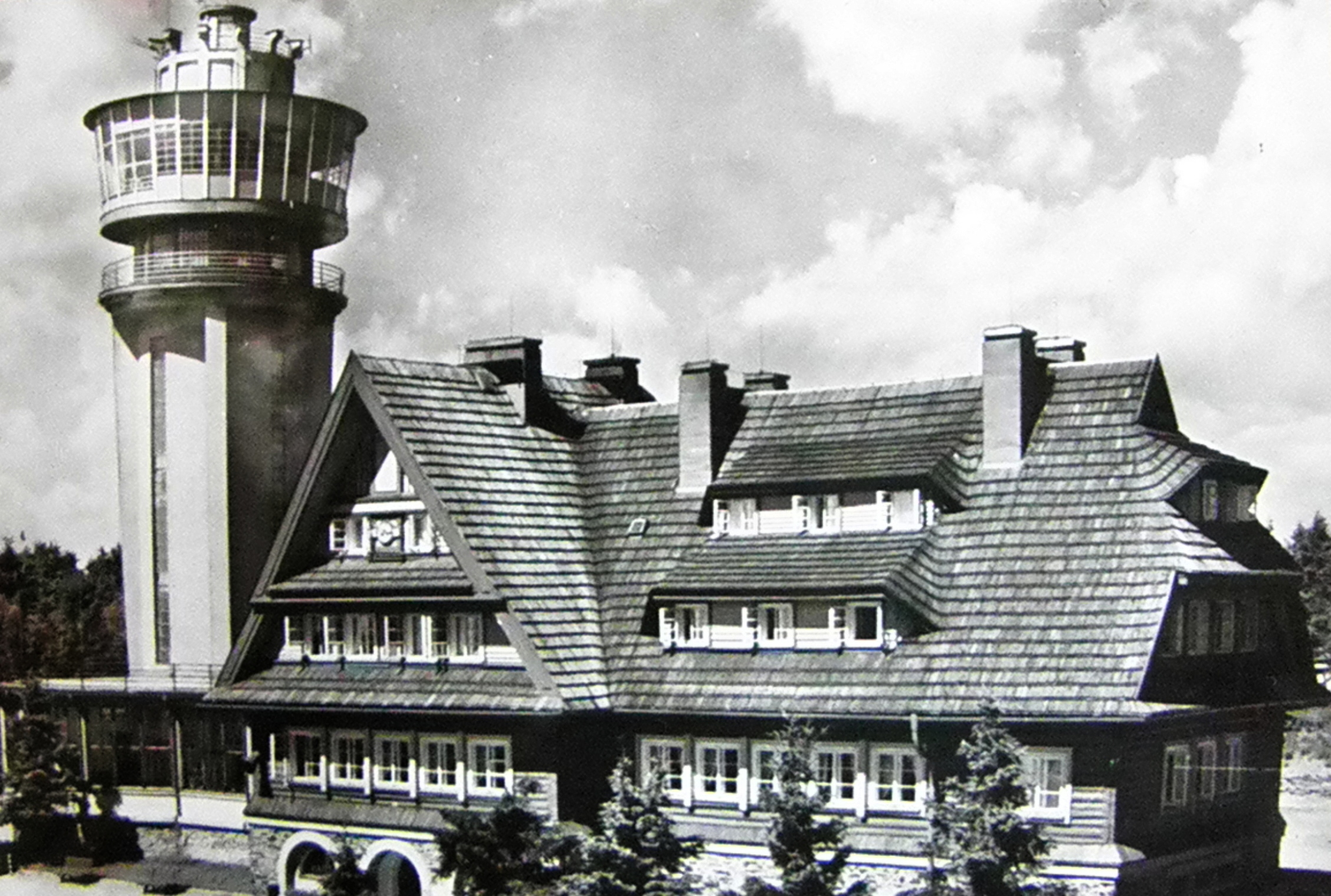
Kramářova chata - widok sprzed pożaru

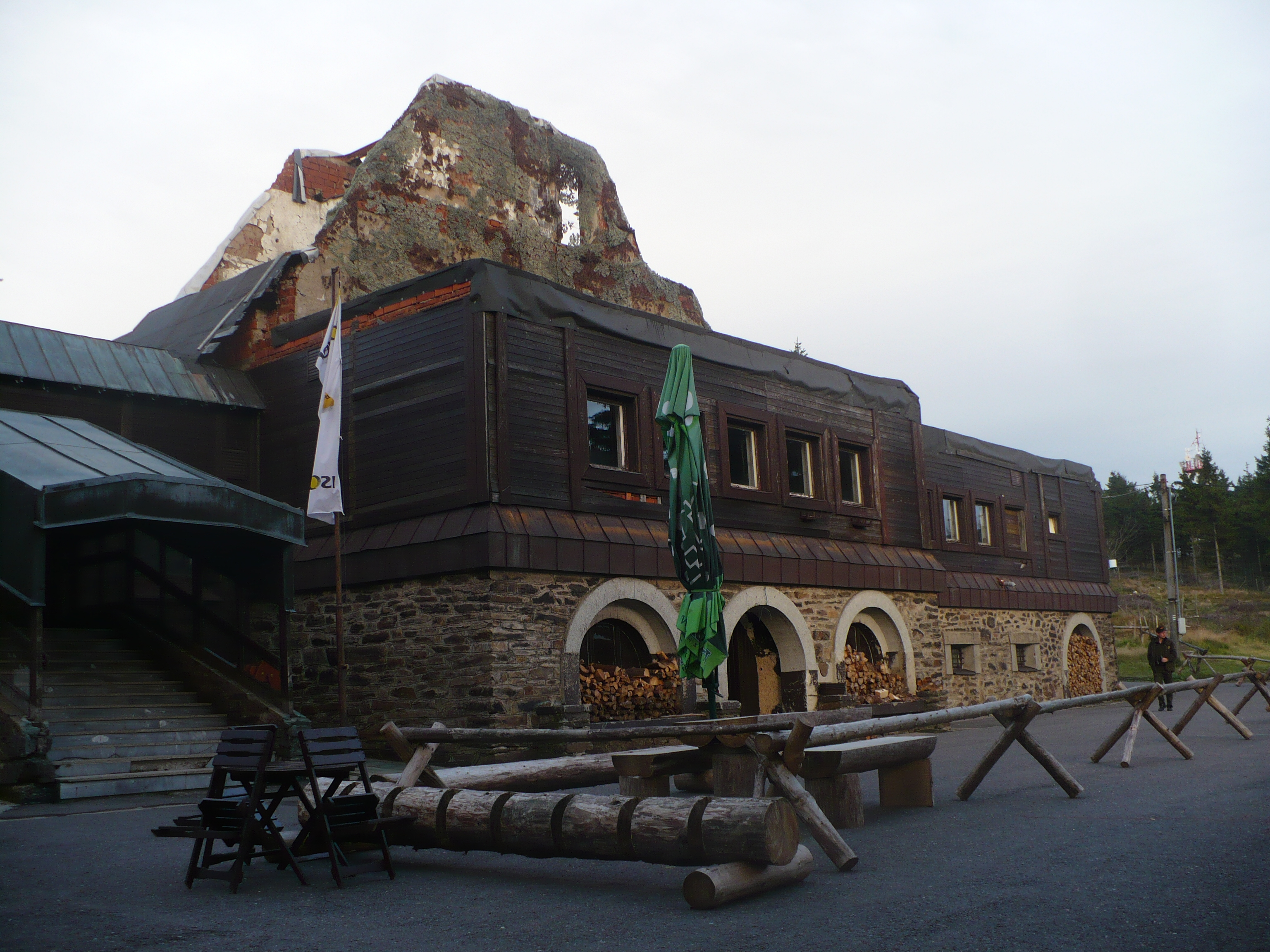
Spalona Kramářova chata (październik 2010)

Schronisko powstało w latach 1926-1928 roku z inicjatywy Klubu Czechosłowackich Turystów, a jego oficjalne otwarcie miało miejsce 6 lipca 1928 roku. Otrzymało imię Karela Kramářa - pierwszego premiera I Republiki Czechosłowackiej. W obiekcie gościli m.in. premier Czechosłowacji Edvard Beneš oraz poeta Petr Bezruč. Podczas II wojny światowej budynek przejęła armia niemiecka, urządzając tu ośrodek rehabilitacyjny dla rannych lotników.
Po zakończeniu wojny obiekt miał wielu zarządców, m.in. w latach 1953-1961 służył jako ośrodek wypoczynkowy armii czechosłowackiej, a od połowy lat 90. XX wieku był nieczynny. Dnia 16 lipca 2003 roku w opuszczonym budynku wybuchł pożar (podejrzewani podpalenie). W grudniu tego samego roku nieruchomość kupił prywatny właściciel - spółka CVS Žamberk, s.r.o., która po przeprowadzonym remoncie w lipcu 2012 roku ponownie udostępnił chatę turystom.
W dniu 22 maja 2024 roku Kramářovą chatę odwiedził prezydent Republiki Czeskiej Petr Pavel.

## Warunki pobytu
Chata jest obiektem całorocznym, oferującym 40 miejsc noclegowych w apartamentach 4-5 osobowych oraz dwuosobowych pokojach. Wszystkie pokoje mają zaplecze sanitarne, a niektóre - aneks kuchenny. W obiekcie funkcjonuje restauracja oraz bufet. W chacie można skorzystać z usług wellness (jaccuzi, sauna, masaże).

## Szlaki turystyczne
- Jablonné nad Orlicí - Orličky - Suchý vrch (995 m n.p.m.) - Kramářova chata - węzeł szlaków Nad Boudou, skąd rozgałęzienie szlaku w kierunku Mladkova oraz Dolních Boříkovic
- Jablonné nad Orlicí - Jamné nad Orlicí - Kramářova chata - Červenovodské sedlo (819 m n.p.m.) - Buková hora (960 m n.p.m.) - Horní Heřmanice
- Studenský horní les (węzeł szlaków) - Studené - Těchonín - Kramářova chata